# Atletisme als Jocs Olímpics d'Estiu de 1920 - triple salt masculí
El triple salt masculí va ser una de les proves del programa d'atletisme disputades durant els Jocs Olímpics d'Anvers de 1920. La prova es va disputar entre el 19 i el 21 d'agost de 1920 i hi van prendre part 21 atletes de 8 nacions diferents.

## Medallistes
| Or                 | Plata               | Bronze            |
| Vilho Tuulos (FIN) | Folke Jansson (SWE) | Erik Almlöf (SWE) |

## Rècords
Aquests eren els rècords del món i olímpic que hi havia abans de la celebració dels Jocs Olímpics de 1920.
| Rècord del Món | 15m 52cm | Dan Ahearn  | Nova York (USA) | 30 de maig de 1911   |
| Rècord Olímpic | 14m 92cm | Tim Ahearne | Londres (GBR)   | 25 de juliol de 1908 |

## Resultats

### Classificació
Els 21 inscrits disposen de tres salts en la qualificació. Els sis millors saltadors passen a la final, on disposen de tres salts més.
| Pos. | Atleta                | Nació          | Distància |
| ---- | --------------------- | -------------- | --------- |
| 1    | Vilho Tuulos          | Finlàndia      | 14,505    |
| 2    | Erik Almlöf           | Suècia         | 14,190    |
| 3    | Folke Jansson         | Suècia         | 14,160    |
| 4    | Sherman Landers       | Estats Units   | 14,000    |
| 5    | Ivar Sahlin           | Suècia         | 13,860    |
| 6    | Dan Ahearn            | Estats Units   | 13,750    |
| 7    | Ossian Nylund         | Finlàndia      | 13,740    |
| 8    | Benjamin Howard Baker | Regne Unit     | 13,675    |
| 9    | Kaare Bache           | Noruega        | 13,640    |
| 10   | Sven Runström         | Suècia         | 13,630    |
| 11   | Erling Juul           | Noruega        | 13,590    |
| 12   | Kaufman Geist         | Estats Units   | 13,520    |
| 13   | Erling Vinne          | Noruega        | 13,340    |
| 14   | Charles Lively        | Regne Unit     | 13,150    |
| 15   | Clarence Jaquith      | Estats Units   | 13,040    |
| 16   | Etienne Proux         | França         | 12,925    |
| 17   | André Chilo           | França         | 12,650    |
| 18   | Menelaos Ponireas     | Grècia         | 12,600    |
| 19   | Gustave Remouet       | França         | 12,475    |
| -    | František Šretr       | Txecoslovàquia | XX        |
| -    | František Stejskal    | Txecoslovàquia | XX        |

### Final
| Pos. | Atleta          | Nació        | Distància |
| ---- | --------------- | ------------ | --------- |
| 1    | Vilho Tuulos    | Finlàndia    | 14,505    |
| 2    | Folke Jansson   | Suècia       | 14,480    |
| 3    | Erik Almlöf     | Suècia       | 14,270    |
| 4    | Ivar Sahlin     | Suècia       | 14,175    |
| 5    | Sherman Landers | Estats Units | 14,170    |
| 6    | Dan Ahearn      | Estats Units | 14,080    |